# Chiesa di Nostra Signora del Rosario (Genova)
La chiesa di Nostra Signora del Rosario è un luogo di culto cattolico situato nel quartiere di Albaro, in via Carlo e Nello Rosselli, nel comune di Genova nella città metropolitana di Genova. La chiesa è sede della parrocchia omonima del vicariato di Albaro dell'arcidiocesi di Genova.

## Storia

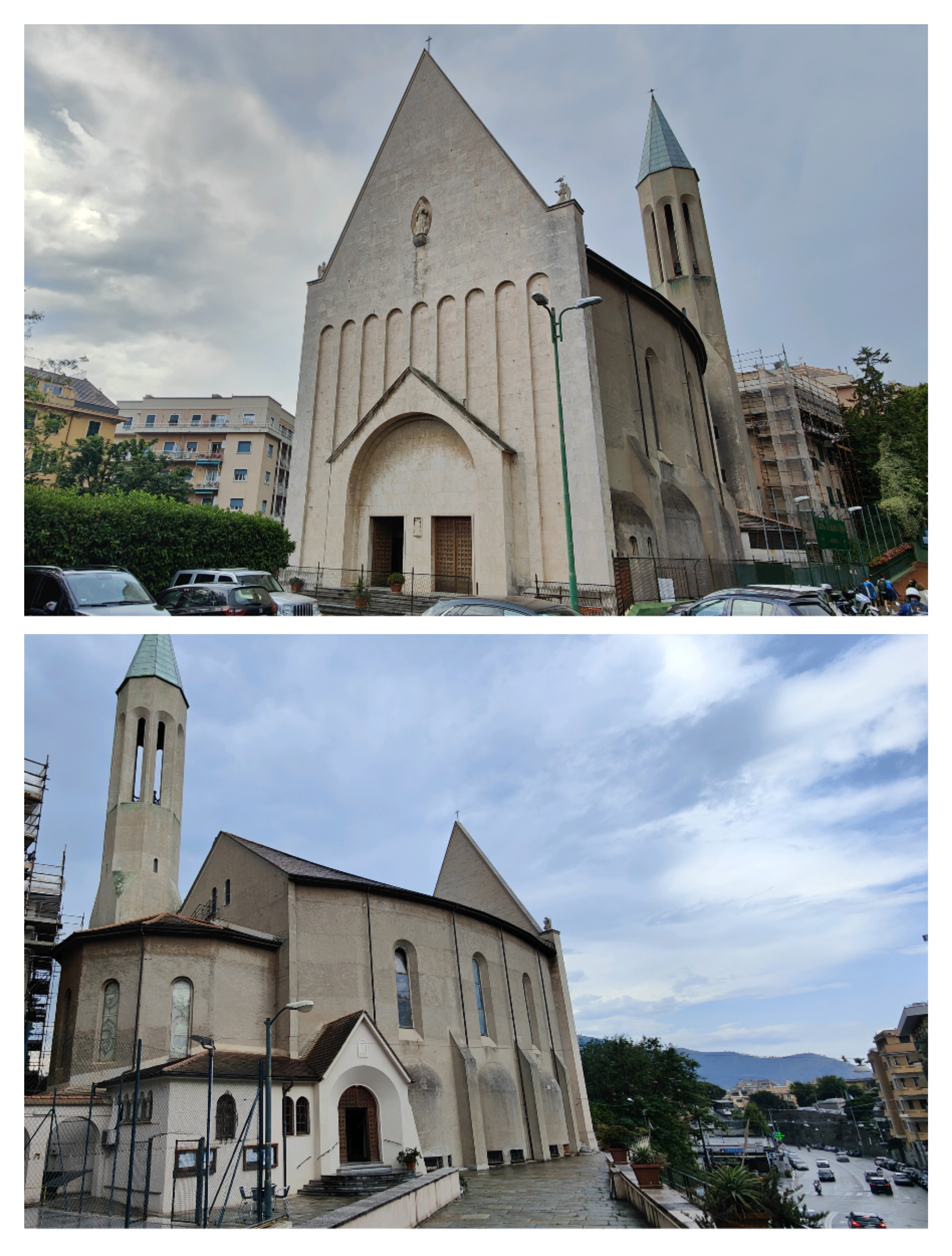
La facciata vista dall'area confinante con i campi da tennis e l'area esterna su via Rosselli

La chiesa fu progettata dal noto ingegnere e architetto Giuseppe Crosa di Vergagni a partire dal 1952.
La posa della prima pietra avvenne il 7 ottobre del 1954 alla presenza del cardinale e arcivescovo di Genova Giuseppe Siri. I lavori per la sua costruzione durarono tre anni e fu proprio lo stesso cardinale Siri a benedire il nuovo edificio aprendolo al culto religioso il 22 dicembre del 1957. La chiesa fu affidata all'Ordine dei Frati Minori Conventuali dell'annesso convento.
Eletta l'11 giugno del 1968 con il titolo di chiesa parrocchiale, fu consacrata il 20 aprile del 1974 dal cardinal Siri.

## Descrizione

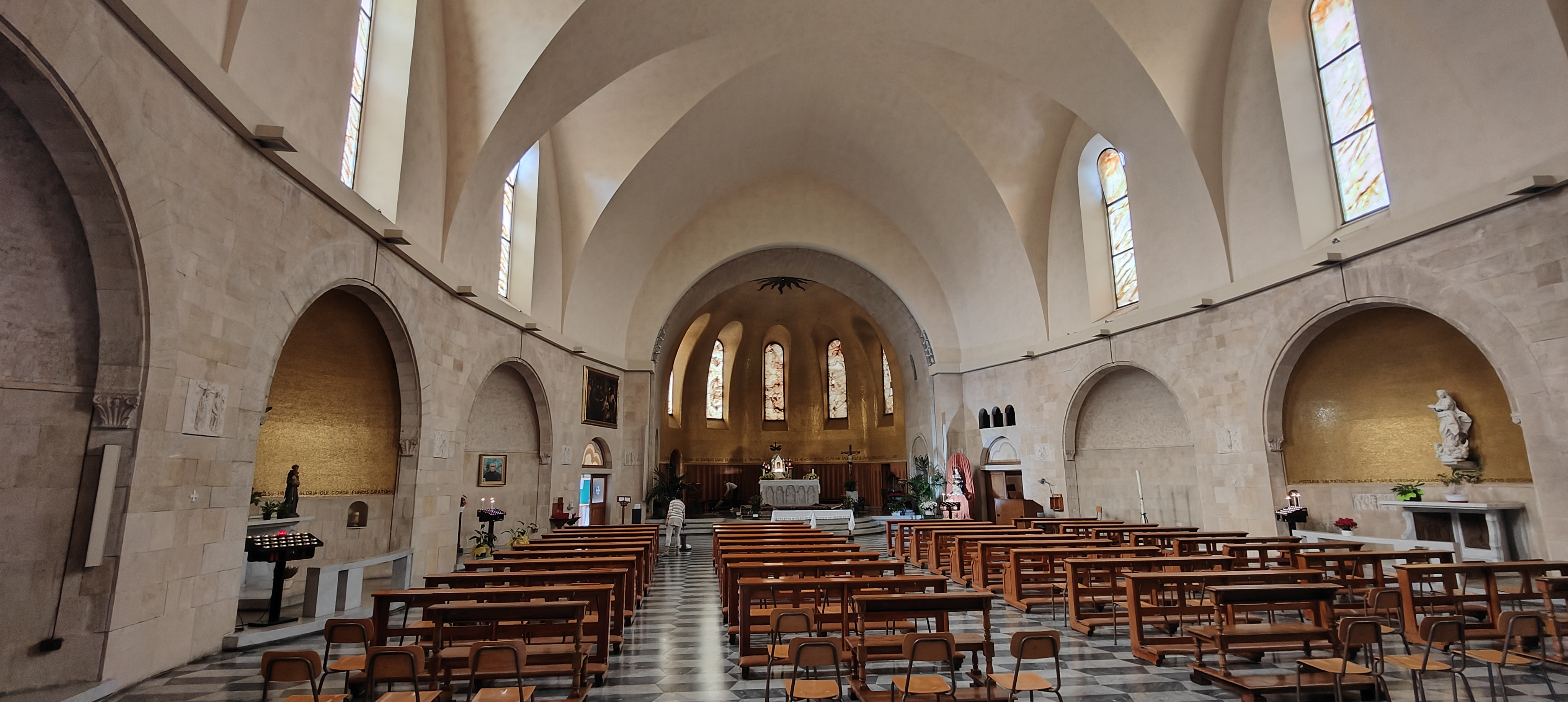
Gli interni

Nella facciata è presente una statua della Madonna col Bambino, benedetta dal cardinal Siri il 27 novembre del 1977. Nel 1980, il 21 settembre, lo stesso cardinale consacrò le campane della chiesa.
All'interno è conservata una caratteristica Via Crucis dello scultore Giovanni Battista Airaldi che realizzò l'opera con pietra del Finalese.
In travertino oniciato e bronzo è invece il battistero sempre opera dell'Airaldi.